# Изабелла Баварская (1863—1924)
Изабелла Мария Елизавета Баварская (нем. Isabella Marie  Elisabeth von Bayern; 31 августа 1863, Мюнхен — 26 февраля 1924, Рим) — принцесса из дома Виттельсбахов, дочь принца Адальберта Баварского и инфанты Амелии Испанской, в замужестве герцогиня Генуэзская.

## Биография
Мария Изабелла Елизавета Баварская родилась в семье баварского принца Адальберта и его супруги инфанты Испании Амелии. Она была первой дочерью и третьим ребёнком в семье. У неё были братья Людвиг Фердинанд и Альфонс и сёстры, принцессы Клара и Эльвира. Отец умер, когда девочке было двенадцать лет.
14 апреля 1883 года она вышла замуж за принца Томмазо Савойского-Генуэзского, 2-го герцога Генуэзского, сына Фердинандо Савойского-Генуэзского и его жены Елизаветы Саксонской. Жениху было 29 лет, невесте — 19.
У супругов было шестеро детей:
- Фердинандо  (1884—1963) — 3-й герцог Генуэзский, женился на Марии Лидии Гандольфи, детей не имел;
- Филиберто (1895—1990) — 4-й герцог Генуэзский, женился на Лидии Аренбергской, детей не имел;
- Бона Маргарита (1896—1971) — вышла замуж за принца Конрада Баварского, имели двух детей;
- Адальберто (1898—1982) — герцог Бергамо, не женат;
- Мария Адельгейда (1904—1979) — вышла замуж за Леоне Массимо, принца Арсоле, герцога Антиколи-Коррадо, имела шестерых детей;
- Эудженио (1906—1996) — 5-й герцог Генуэзский, женился на Лючии Бурбон-Сицилийской, имел одну дочь.

Мария Изабелла умерла 26 февраля 1924 года в Риме от бронхиальной пневмонии. Её муж пережил её на семь лет.